# Demetrio Aguilera Malta
Demetrio Aguilera Malta (Guayaquil, 24 de maig de 1909 — Ciutat de Mèxic, 28 de desembre de 1981) va ser un novel·lista i dramaturg equatorià. Va formar part del grup de Guayaquil. La seva literatura està marcada per la denúncia dels problemes col·lectius del seu país.
Fill legítim de Demetrio Aguilera Sánchez i de Teresa Malta i Franco, els qui el van nomenar Raúl Demetrio. Durant la seva joventut deixaria d'usar Raúl per consell de Joaquín Gallegos Lara. El seu pare era un comerciant que va ser propietari de fàbriques i finques. El seu besavi matern, Juan José de Malta y Salcedo, va ser també dramaturg i el petit Demetrio va descobrir les seves obres a la biblioteca heretada de l'avi.
Va passar una infància campestre en la finca de la família en una illa del Golf de Guayaquil. Va ser educat a casa per la seva mare i professores particulars. L'educació secundària la va realitzar en el col·legi "Vicente Rocafuerte" on es va graduar de batxiller el 1929. El Dr. José de la Quadra va ser el seu professor de literatura (va morir el 1999)
Els seus estudis universitaris els va començar en Jurisprudència a la seva ciutat natal, no obstant això els va abandonar el 1931. Després continuaria els seus estudis en literatura, com becat pel Ministeri d'Educació de l'Equador, a Madrid, just abans que esclatés la Guerra civil espanyola.
Algunes de les seves obres van ser: Los que se van, Cuentos del cholo y del montuvio, Canal Zone, ¡Madrid!, Don Goyo, La isla virgen, Siete lunas y siete serpientes, La caballeresa del sol, El Quijote de El Dorado, Un nuevo mar para el rey, Una cruz en Sierra Maestra, El secuestro del general. En teatro: Lázaro, Muerte S.A. o Infierno negro, El tigre.
El seu cos va ser incinerat a Mèxic, D. F. on roman el seu cor i les seves cendres que van ser transportades en un avió a Guayaquil i llançades a alta mar enfront de l'Illa Puná. Aguilera Malta patia de diabetis i ceguesa des de començaments dels vuitanta i la seva mort es va deure a un vessament cerebral després d'una caiguda.
Aguilera Malta va viure des de 1958 a Mèxic. Del seu primer amor va néixer el seu fill Ciro, a qui va dedicar la seva obra Jaguar i constitueix la llavor d'on prové la descendència d'Aguilera Malta a Equador. Amb la panamenya Ana Rosa Endara va tenir dues filles, Ada Teresa i Marlene. Velia Marquès el va acompanyar des de 1950 i amb ella no va tenir fills.
Entre altres càrrecs, Demetrio Aguilera Malta va exercir la Sotssecretaria d'Educació i va ser Encarregat de Negocis en l'Ambaixada de l'Equador a Xile el 1947 sota el Govern de Carlos Julio Arosemena Tola. Després va ser Agregat Cultural a Brasil el 1949 i Ambaixador de l'Equador a Mèxic des d'agost de 1979 fins a la seva mort el 1982.

## Obres
Llargmetratges
- La Cadena Infinita (México, 1948)
- Entre dos Carnavales (Brasil, 1949) Primera película a color del Brasil

Documentals
- El transporte de banano
- Los Salasacas
- Los Colorados
- Las Iglesias de Quito

Contes
- Los que se van: cuentos del cholo y del montubio (Guayaquil, 1930) coautor amb : Joaquín Gallegos Lara y Enrique Gil Gilbert
- El cholo que se vengó (México, 1981)

Novel·la
- Don Goyo (Madrid, 1933)
- Canal Zone: los yanquis en Panamá (Santiago de Chile, Ercilla, 1935)
- Madrid: reportaje novelado de una retaguardia heroica (Guayaquil, Ediciones populares, 1937)
- La isla virgen (Guayaquil, 1942)
- Una cruz en la sierra Maestra (Buenos Aires, 1960)
- La caballeresa del sol, el gran amor de Bolívar (Madrid, 1964)
- El Quijote de El Dorado: Orellana y el río de las Amazonas (Madrid, 1964)
- Un nuevo mar para el Rey: Balboa, Anayansi y el océano Pacífico (Madrid, 1965)
- Siete lunas y siete serpientes (México, 1970)
- El secuestro del general (México 1973)
- Jaguar (México, 1977)
- Requiem para el diablo (1978)

Teatre
- España leal (Quito, 1938)
- Campeonatomanía (1939)
- Carbón (1939)
- El sátiro encadenado (1939)
- Lázaro (Guayaquil, 1941)
- Sangre azul (Washington, 1946)
- Dos comedias fáciles (1950)
- No bastan los átomos, Dientes blancos (Guayaquil, 1955)
- El tigre (1955)
- Honorarios (Quito, 1957)
- Infierno negro (México, 1967)
- Fantoche (1970)
- Muerte S. A. -La muerte es un gran negocio- (1970)
- Una mujer para cada acto (1970)

Divulgació
- Los generales de Bolívar (México, 1965)

Altres
- Trilogía ecuatoriana (1959) inclou: Honorarios; Dientes blancos; El tigre
- Teatro completo (México, 1970) incloue: España leal; Lázaro; No bastan los átomos; Honorarios; Dientes; El tigre; Fantoche; Muerte S.A.; Infierno negro
- Obras selectas (Guayaquil, 2005) incluye: Don Goyo; La isla virgen; Siete lunas y siete serpientes; Jaguar

Com a editor
- El cuento actual latinoamericano (México, 1973)
- Hechos y leyendas de nuestra América: relatos hispanoamericanos (México, 1975)

Antologies
- Los mejores cuentos ecuatorianos (Quito, 1948)
- El nuevo relato ecuatoriano: crítica y antología (Quito, 1951) (Benjamín Carrión, ed.)
- Gens de l'Equateur (Paris, 1954)
- El cuento hispanoamericano (México, 1964)
- Antología del relato ecuatoriano (Quito, 1973)
- Antología del cuento ecuatoriano (Lima, 1974)
- Así en la tierra como en los sueños (Quito, 1991)
- Antología autores ecuatorianos (Quito, 1991) (Pedro Jorge Vera, comp.)
- Cuentos hispanoamericanos (Quito, 1992)
- Cuento contigo (Guayaquil, 1993)
- Antología básica del cuento ecuatoriano (Quito, 1998)
- Área de candela : fútbol y literatura, Quito, Flacso, 2006 (Raíl Pérez Torres, ed.)